# Хусеин Миљковић
Хусеин Хуска Миљковић (Трнова, око 1905 — Мала Кладуша, 27. април 1944) био је муслимански војни командант, односно господар рата из доба Другог свјетског рата чија је биографија предмет контроверзи. Познат је прије свега као оснивач и вођа Хускине војске, муслиманске паравојне формације која је од 1943. до 1944. дјеловала на сјеверозападу БиХ, номинално под контролом НДХ односно Осовине. Иако је Миљковић од власти НДХ добио чин домобранског пуковника, у стварности је његова формација дјеловала као локална сеоска милиција која се у правилу устручавала од било каквих офанзивних акција. Миљковићу је, према већини свједочанстава, главни мотив била заштита локалног становништва од ратних разарања, па је у ту сврху склапао договоре о ненападању како са властима НДХ, тако и са четницима и партизанима. На крају је у прољеће 1944. одлучио заједно са својим људима пријећи у партизане. Недуго након тога је убијен у неразјашњеним околностима.